# Římovka
Římovka je pravostranný přítok řeky Rokytné v okrese Třebíč v Kraji Vysočina. Délka toku měří 11,3 km. Plocha povodí činí 29,15 km².

## Průběh toku
Potok pramení v lese pod vrchem Kobylí Hlava (688 m n. m.) severozápadně od Chlístova v nadmořské výšce 626 m. Dále potok teče směrem na jihovýchod, podtéká silnici I/23 a přijímá několik pravostranných přítoků. Před Římovem napájí Holomlýnský rybník. Za Římovem přijímá zprava Dašovský potok a napájí Sádecký rybník. Jižně od Kojetic se v nadmořské výšce 454 m Římovka vlévá zprava do Rokytné.